# Публий Канидий Красс
Пу́блий Кани́дий Красс (лат. Publius Canidius Crassus; казнён в 30 году до н. э., Египет) — римский военачальник и политический деятель, консул-суффект 40 года до н. э. Был подчинённым Марка Антония, участвовал в его войнах на Востоке, во время Актийской войны командовал его сухопутными силами. Был казнён по приказу Октавиана Августа.

## Биография
Предположительно, имя Канидия в сохранившихся источниках впервые встречается в 57 году до н. э., когда перешедший в плебейское сословие Клодий во время своего трибуната под предлогом почётного поручения удалил из Рима Марка Порция Катона, внеся предложение, чтобы тот в качестве квестора с преторскими полномочиями вместе с коллегой-квестором был направлен на Кипр (согласно Веллею Патеркулу, «для лишения прав царствования Птолемея»). Исходя из этого, в историографии предполагается, что накануне, в 58 году до н. э., Канидий вполне мог занимать должность квестора. 
Позднее Публий Канидий упоминается уже в связи с событиями 43 года до н. э. Тогда он служил под началом Марка Эмилия Лепида в Нарбонской Галлии (предположительно, в качестве легата) и содействовал заключению союза между Лепидом и Марком Антонием. В последующие годы Красс считался другом Антония, имевшим на него «громадное влияние». В 40 году до н. э. он занимал должность консула-суффекта вместе с Луцием Корнелием Бальбом.
По истечении консульских полномочий Публий Канидий отправился вслед за Антонием на Восток. Он принял участие в парфянском походе 36 года до н. э., а после него с частью армии вторгся из Армении в Иберию и заставил подчиниться Риму сначала царя этой страны Фарнаваза II, а потом царя Кавказской Албании Зобера. Он продвинулся до Кавказа, так что, по словам Плутарха, «имя Антония и молва об его могуществе прогремели среди варваров с новою силою». Когда Антоний готовился к войне с Октавианом, именно Публий Канидий возглавил его 16 легионов, двигавшиеся на Запад, к будущему театру боевых действий.
Красс был за то, чтобы Клеопатра во время войны была рядом с Антонием (Плутарх утверждает, что царица дала ему взятку); но позже он поменял своё мнение. Накануне решающей битвы при Акции в 31 году до н. э. Публий Канидий пытался убедить Антония в необходимости отослать Клеопатру в Египет и сразиться с врагом не на море, где тот явно сильнее, а на суше. Он предлагал отступить в Македонию или даже во Фракию, где Антоний мог бы опереться на мощь своих легионов и на союз с племенем гетов. Исследователи отмечают, что именно по этому сценарию действовал Гай Юлий Цезарь в 48 году до н. э., воюя с Гнеем Помпеем «Великим». Но победило мнение Клеопатры о необходимости морского сражения.
Пока корабли сражались у мыса Акций, Канидий во главе всех сухопутных войск (19 легионов пехоты и 12 тысяч конницы) ждал исхода на берегу. Антоний потерпел поражение и бежал морем, от мыса Тенар отправив Крассу приказ: вести армию через Македонию на Восток. Но тот, считая участь армии решённой, в одну из ночей просто бежал, после чего его войска перешли на сторону Октавиана. Известие об этом принёс Антонию в Египет сам Публий Канидий.
В 30 году до н. э. война закончилась полной победой Октавиана. Антоний и Клеопатра покончили с собой, а Публий Канидий был казнён. По словам Веллея Патеркула, он «ушёл более трусливо, чем подобало при занятии, которому он посвятил жизнь».